# Низкотелый нитепёрый снэппер
Низкотелый нитепёрый снэппер (лат. Pristipomoides freemani) — вид лучепёрых рыб семейства луциановых (Lutjanidae). Распространены в западной части Атлантического океана. Максимальная длина тела 23,3 см. 

## Описание
Тело удлинённое, стройное, относительно низкое; высота тела на уровне начала спинного плавника составляет 24—28 % стандартной длины тела. Верхний профиль рыла и затылка немного выпуклый. Рыло короткое (меньше диаметра глаза) и тупое. Рот конечный. На обеих челюстях зубы в передней части увеличенные, конической формы; а внутренние зубы ворсинчатые. В передней части верхней челюсти несколько клыковидных зубов. Есть зубы на сошнике и нёбе. На сошнике зубы расположены в виде пятна дугообразной формы с закруглённой вершиной, но без срединного выступа. Язык без зубов. Межглазничное пространство плоское. На первой жаберной дуге 28—32 жаберных тычинок, из них на верхней части 8—10, а на нижней 19—23. Один спинной плавник с 10 жёсткими и 11 мягкими лучами. В анальном плавнике 3 жёстких и 8 мягких лучей. Жёсткая и мягкая части плавника не разделены выемкой. Последний мягкий луч спинного и анального плавников удлинённый, заметно длиннее остальных лучей. На верхней челюсти, мембранах спинного и анального плавников нет чешуи. Есть чешуя на жаберной крышке. Грудные плавники длинные с 15—17 мягкими лучами, их окончания не доходят до анального отверстия. Хвостовой плавник серпообразный. В боковой линии от 49 до 54 чешуек. Ряды чешуи на спине идут параллельно боковой линии.
Верхняя часть головы и тела от оранжевого до кирпично-красного цвета. Нижняя сторона тела и брюхо оранжевые, розовато-серебристые или серебристые. Радужная оболочка бледно-жёлтая. Спинной плавник бледно-красный с жёлтым верхним краем. Основание хвостового плавника от оранжевого до красновато-оранжевого цвета; верхняя лопасть жёлтая; нижняя лопасть от красноватого до розового цвета. Остальные плавники бледные или бледно-розовые. 
Максимальная длина тела 23,3 см, обычно до 21 см.

## Ареал и места обитания
Распространены в тропических водах западной части Атлантического океана. Встречаются от юго-восточного побережья США до Уругвая, включая прибрежные воды Флориды, Карибское море (Панама, Колумбия, Венесуэла), Барбадос, Суринам и юг Бразилии. Обитают на глубине от 55 до 220 м. Биология не изучена.